# Landschaftsschutzgebiet Arnsberg

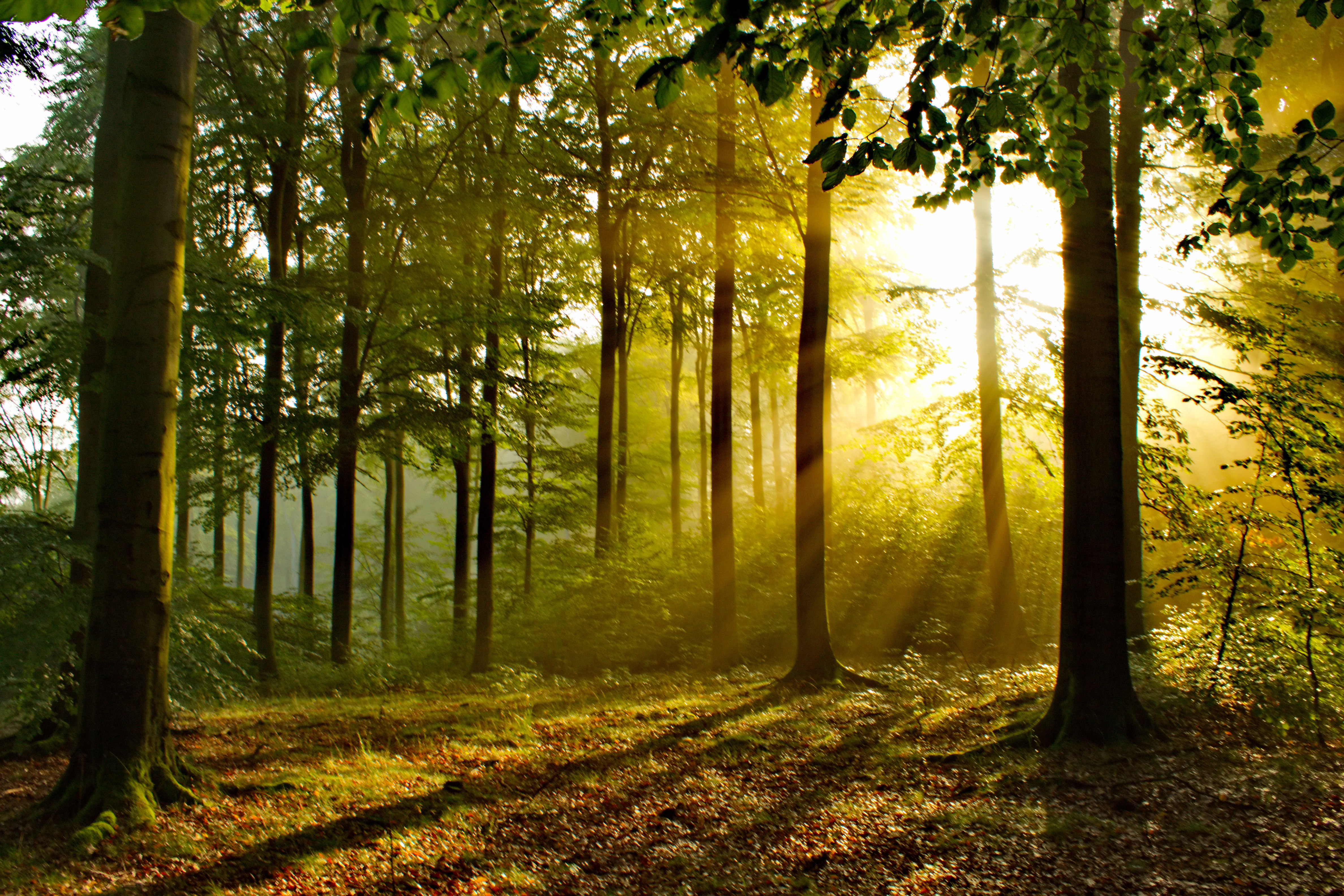
LSG Arnsberg

Das Landschaftsschutzgebiet Arnsberg mit einer Fläche von 5795,8 ha liegt im Stadtgebiet Arnsberg. Es wurde 1998 mit dem Landschaftsplan Arnsberg durch den Kreistag des Hochsauerlandkreises als Landschaftsschutzgebiet (LSG) mit einer Flächengröße von 8.374,53 ha erstmals ausgewiesen. Bei der Neuaufstellung des Landschaftsplanes Arnsberg durch den Kreistag 2021 wurde das LSG erneut ausgewiesen und deutlich verkleinert da etliche Naturschutzgebiete neu ausgewiesen  oder vergrößert wurden, zudem wurden viele Flächen seit 1998 bebaut. Es bestand 2021 aus 219 Teilflächen. Das NSG reicht oft direkt bis an den Siedlungsrand. 

## Beschreibung
Das LSG umfasst großflächig alle Flächen in Arnsberg, welche außerhalb vom Bebauungsbereich, anderen Schutzgebieten mit strengeren Auflagen und Gebieten ohne Festsetzungen liegen. Im LSG liegen hauptsächlich Waldbereiche, ferner kleinere Bereiche mit Weihnachtsbaum-, Schmuckreisig- und Baumschul-Kulturen und kleinere Bereiche mit Offenland. Im Offenland liegen fast nur intensiv genutztes Grünland und Ackerflächen. Die Wälder haben meist eine Fichten- oder Buchenbestockung. Im LSG befinden sich Spuren mittelalterlichen und neuzeitlichen Bergbaus und Hohlwegereste als Zeugen alter Wegeverbindungen. Der Landschaftsplan führt zum LSG aus: „Das Schutzgebiet sichert einen repräsentativen Ausschnitt aus den Naturräumen des Sauerlandes.“

## Spezielle Schutzzwecke für das LSG
Laut Landschaftsplan erfolgte die Ausweisung zum:
- „Erhaltung der Eigenart und Schönheit einer Landschaft, die durch hohe Waldanteile mit eingestreuten Freiflächen auf überwiegend bewegtem Relief gekennzeichnet ist“;
- „Sicherung (und – in Teilen – Wiederherstellung) der Leistungsfähigkeit des Naturhaushalts vor Eingriffen, die allein oder durch ihre Summierung die Vielfalt des Landschaftsbildes und die spezifischen ökologischen Funktionen der waldgeprägten Landschaft beeinträchtigen können“;
- „Ergänzung der strenger geschützten Teile dieses Naturraums durch den Schutz ihrer Umgebung vor Einwirkungen, die den herausragenden Wert dieser Naturschutzgebiete und Schutzobjekte mindern könnten (Pufferzonenfunktion)“;
- „Sicherung der Kohärenz und Umsetzung des europäischen Schutzgebietssystems Natura 2000, soweit dessen Anteile nicht den NSG zugeordnet wurden“;
- „Erhaltung von im Gebiet verstreut anzutreffenden kulturhistorischen Relikten.“[2]

## Rechtliche Vorschriften
Im Landschaftsschutzgebiet Arnsberg ist unter anderem das Errichten von Bauten verboten. Vom Bauverbot ausgenommen sind, sofern eine Baugenehmigung vorliegt, Bauvorhaben für Gartenbaubetriebe, Land- und Forstwirtschaft, die öffentliche Versorgung mit Elektrizität, Gas, Telekommunikationsdienstleistungen, Wärme und Wasser, die Abwasserwirtschaft oder einen bestehenden gewerblichen Betrieb. Auch der Bau von Windkraftanlagen und Wasserkraftwerken ist mit Baugenehmigung erlaubt. Erstaufforstungen und auch die Neuanlage von Weihnachtsbaumkulturen, Schmuckreisig- und Baumschulkulturen unterliegen einer behördlichen Genehmigung der Unteren Naturschutzbehörde.